# Megan Montaner
Pour les articles homonymes, voir Montaner (homonymie).
Megan Gracia Montaner, née le 21 août 1987, est une actrice espagnole connue notamment pour avoir interprété le rôle de la sage-femme Pepa dans la série espagnole Le Secret (El secreto de Puente Viejo) dans les premiers 382 épisodes, ainsi que le rôle d'Emma dans Si j'avais su sur Netflix en 2022.

## Biographie
Née à Huesca en 1987, Megan Montaner suit des études de maquillage. Elle commence à travailler pour la télévision locale de Huesca, puis décide de s'installer à Madrid où elle suit les cours à l'école d'art dramatique  Cristina Rota entre 2008 et 2010. 
Elle apparaît pour la première fois à l'écran dans le court-métrage Tiempo de descuento, et dans la série Eva de La pecera sur Telecinco. Puis, toujours pour la Telecinco, elle décroche un rôle secondaire dans la série Vuelo IL8714 qui a pour sujet l'accident d'avion de la Spanair du 20 août 2008. 
En 2010, Antena 3 lui propose de tourner dans le téléfilm La tormenta avec Patricia Montero, Oscar Sinela, Adam Jezierski, Patricia Vico, qui raconte la vie d'un groupe d'étudiants adolescents. Le succès arrive ensuite, en 2011 avec la telenovela El secreto de Puente Viejo où elle joue le rôle de Pepa Aguirre.
En 2013, elle rejoint le casting de la série Grand Hôtel diffusée en France sur la chaîne Téva. Elle y interprète Maite, la meilleure amie d'Alicia qui tombe amoureuse de Julio.
En 2014, elle obtient le rôle principale de la nouvelle série phare de la chaîne Antena 3 Sin Identidad. Elle joue le rôle de Maria Fuentes, une jeune avocate qui découvre qu'elle fait partie des enfants volés à l'époque de Franco. Un drame qui entraine sa descente aux enfers. La série connait un grand succès en Italie et est nommée en France au Festival de Luchon. Le dernier épisode de la deuxième saison a été diffusé en Espagne le 8 juillet et marque la fin de la série. Il a réuni plus de deux millions de téléspectateurs. La fiction reste pour le moment inédite en France, mais les producteurs sont en contact avec des chaînes française et espèrent que l'une d'elles se portera acquéreur.
En 2015, la chaîne Tve diffuse la série Victor Ros dans laquelle elle joue le rôle de Lola, une prostituée qui essaye de se reconvertir. Malheureusement, la série ne trouve pas son public et est annulée après seulement une saison.
En 2019, elle est l'actrice principale de la série La Caza Monteperdido, où elle joue le rôle d'un sergent de police chargé de retrouver une jeune fille enlevée et découvrir son ravisseur.

## Filmographie

### Cinéma

#### Longs métrages
- 2014 : Por un puñado de besos de David Menkes : Lidia
- 2014 : Dieses y perros de David Marqués et Rafa Montesinos : Adela
- 2017 : Señor, dame paciencia de Alvaro Diaz Lorenzo : Sandra

#### Courts métrages
- 2012 : El trayecto : Ana

### Télévision

#### Séries télévisées
- 2010 : Vuelo IL8714 (Mini-série) : Rocío (2 épisodes)
- 2010 : La pecera de Eva : ? (8 épisodes)
- 2010-2011 : Amar es para siempre : Gloria (24 épisodes)
- 2011-2014 : Le Secret : Pepa Aguirre (98 épisodes)
- 2013 : Tormenta (Mini-série) : Elia (2 épisodes)
- 2013 : Grand Hôtel : Maite Ribelles (14 épisodes)
- 2014-2015 : Sin identidad : María Fuentes/Mercedes Dantés (23 épisodes)
- 2014-2016 : Víctor Ros : Lola la Valenciana (8 épisodes)
- 2016 : La embajada : Sara Domingo (11 épisodes)
- 2016 : Fuoco amico: Tf45 - Eroe per amore : Samira Akbar (8 épisodes)
- Depuis 2018 : Velvet Colección : Elena Pons
- 2019 : Et si c'était lui (Lejos de ti) : Candela Montero
- 2020 : 30 Coins : Elena
- 2022 : Si j'avais su (Si lo hubiera sabido) : Emma